# Sochaux
Sochaux is een gemeente in het oosten van Frankrijk, gelegen in het departement Doubs, dicht bij Montbéliard. De gemeente telde 3.772 inwoners op 1 januari 2022.

## Geografie
De oppervlakte van Sochaux bedraagt 2,17 vierkante kilometer; de bevolkingsdichtheid is 1765 inwoners per km² (per 1 januari 2019).
De onderstaande kaart toont de ligging van Sochaux met de belangrijkste infrastructuur en aangrenzende gemeenten.

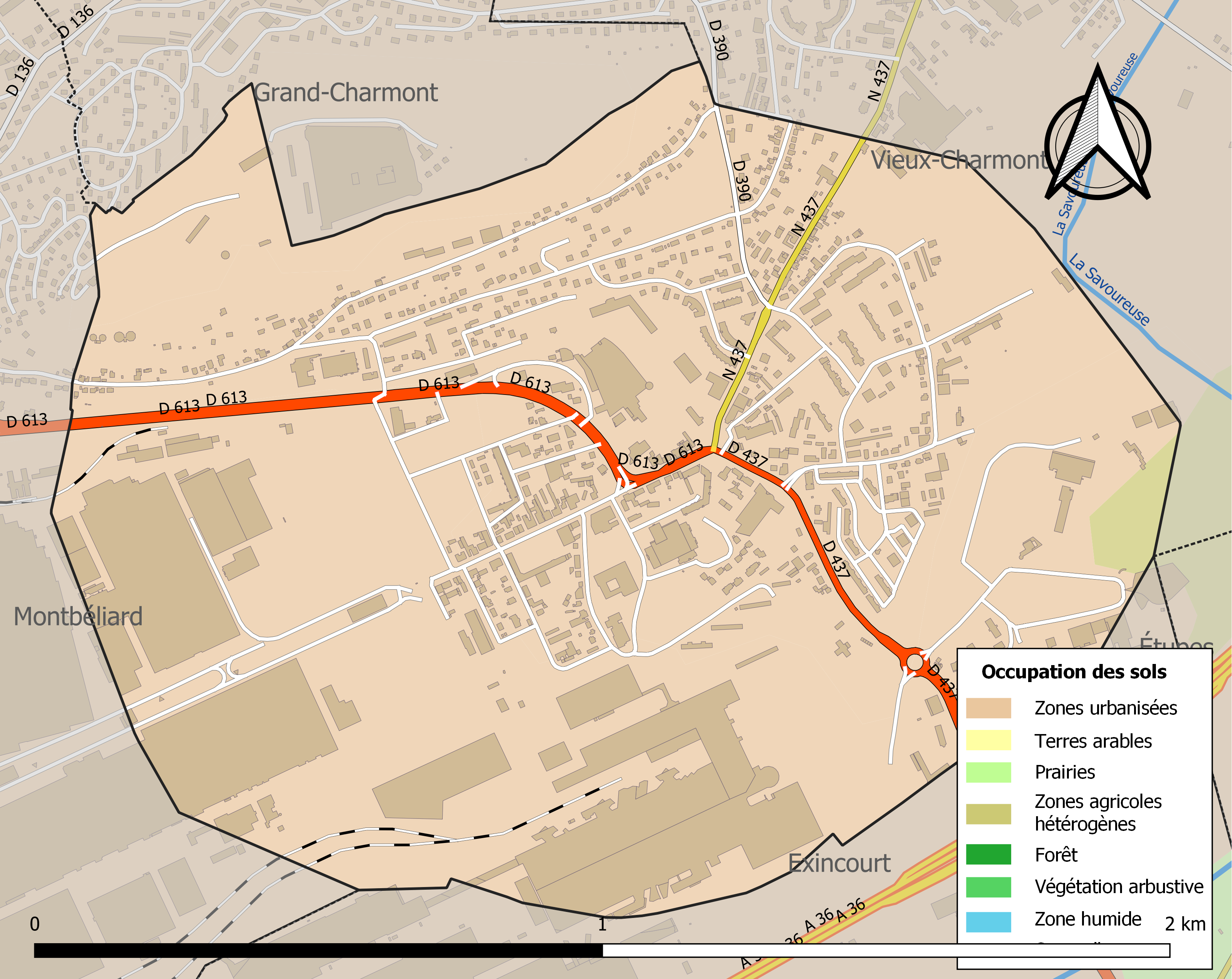

## Economie
Sochaux is de locatie van een grote industriële faciliteit van het Franse autoconcern PSA Groupe (eigenaar van Peugeot en Citroën; inmiddels opgegaan in  Stellantis). In 2015 werkten daar 9.500 mensen, ruim twee keer zoveel als Sochaux inwoners heeft, en indirect zorgt de fabriek voor werkgelegenheid aan 40.000 personen. De fabriek werd in 1912 geopend en het bedrijfsterrein beslaat nu een oppervlakte van 265 hectare en is daarmee een van de grootste industrieterreinen van het land. Naast de autoproductie is er ook een grote afdeling waar nieuwe modellen worden ontworpen, hier werken zo'n 3.500 mensen.  

## Demografie
Onderstaande figuur toont het verloop van het inwoneraantal van Sochaux vanaf 1962.

## Geboren
- François Mével (21 januari 1982), voetballer

## Overige informatie
Sochaux is de thuishaven van betaaldvoetbalclub FC Sochaux. Het dorpje herbergt tevens het Musée de l'Aventure Peugeot, een automuseum van Peugeot. Het museum biedt ook rondleidingen aan in de fabriek van PSA.